# Chip Engelland
Arthur Edward Engelland III, detto Chip (Pacific Palisades, 9 maggio 1961), è un ex cestista e allenatore di pallacanestro statunitense naturalizzato filippino.